# Aprovisionament

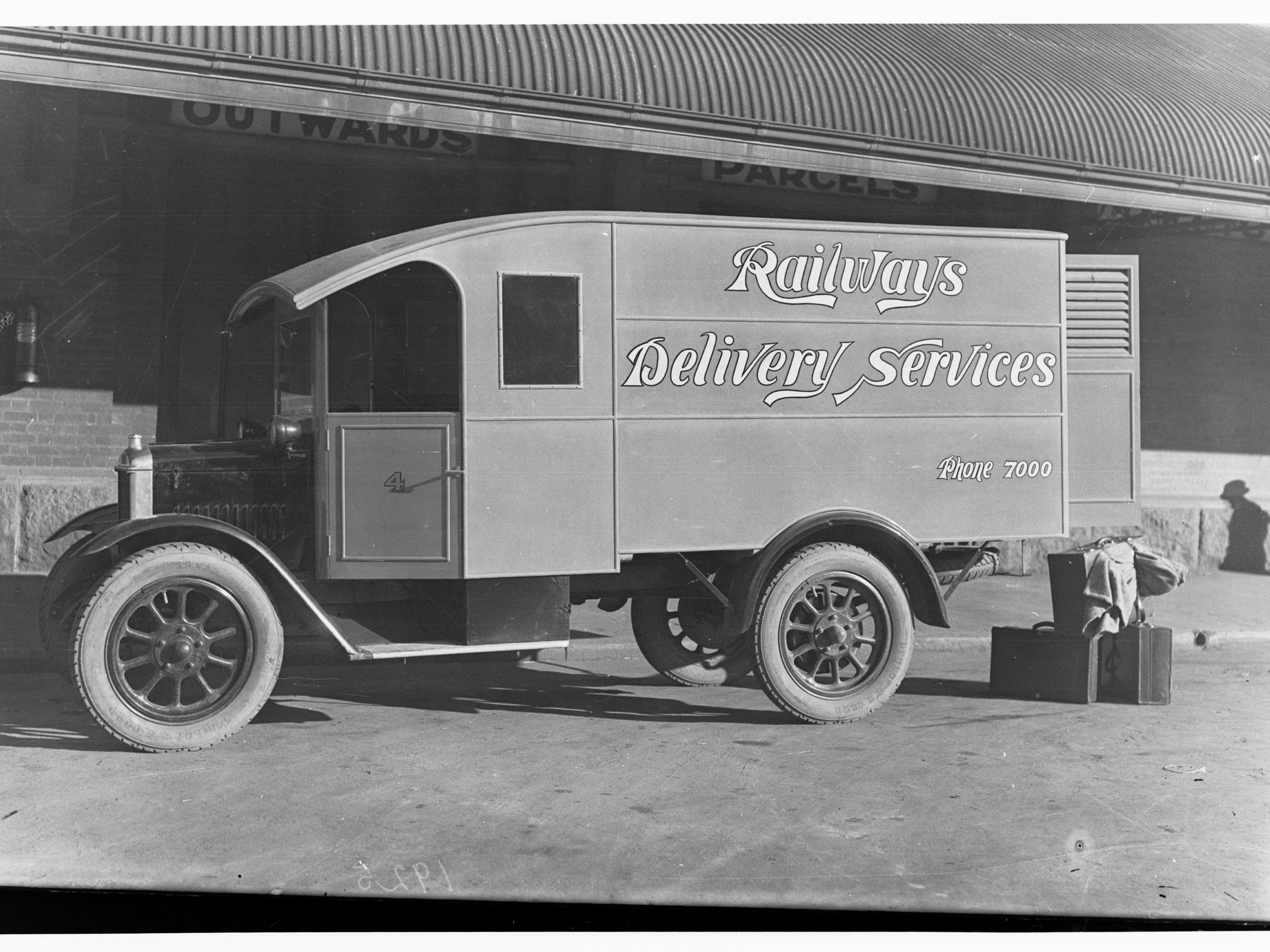
Servei d'entrega a Austràlia cap el 1925.

En les empreses, l'aprovisionament és una part de la logística que s'ocupa d'aconseguir dels venedors els materials necessaris per a la producció. La quantitat i termini d'aquestes necessitats venen determinades bàsicament per les necessitats dels clients, l'optimització de la producció i el nivell d'existències o l'estoc de producte acabat previst per l'empresa.

## Característiques
Un cop la planificació de producció ha determinat la quantitat de producte que vol fabricar, i en quina data, sempre en funció d'aquests paràmetres, l'aprovisionador n'ha de demanar als diferents proveïdors els materials necessaris, en funció de la llista de components o BOM (anglès Bill Of Materials). Aquest procés es fa normalment amb l'ajuda d'un procés informàtic tipus MRP (anglès Material Requirements Planning) o similar.
Normalment, en productes en sèrie no es fan comandes úniques, sinó que el proveïdor rep periòdicament programes d'entrega que es van actualitzant en funció de les necessitats canviants de l'empresa. Aquests programes inclouen previsions de consum per als propers mesos per tal que el proveïdor pugui fer les seves pròpies previsions d'aprovisionament. Segons l'incoterm negociat pel departament de Compres per a aquell material, les dates d'entrega indicades a la comanda o programa d'entregues seran de sortida del proveïdor, d'arribada a la fàbrica, o altres possibilitats (arribada al port, a la duana d'origen o de destí, etc.). En els casos en què la mecànica d'entregues és diferent (vegeu la secció "Control d'estocs", més avall), però, els programes indiquen les previsions de consum a curt i mitjà termini, però no determinen les dates ni quantitats d'entrega concretes.
Un dels factors més importants que cal tenir en compte per a l'aprovisionament és el termini d'entrega dels proveïdors, incloent o no el temps de transport segons l'incoterm acordat. Per exemple, un cargol estàndard fabricat a la mateixa localitat pot tenir un termini d'entrega pràcticament immediat, mentre que algunes matèries primeres fabricades a un altre continent poden tenir terminis d'entrega de sis mesos o més.
En algunes empreses no hi ha una distinció entre compres i aprovisionament, i el mateix departament s'ocupa de l'assignació de proveïdors, negociació de preus i aprovisionament pròpiament dit.

## Control d'estocs
El departament d'aprovisionament és habitualment el responsable de controlar l'estoc o el nivell d'existències, tot mantenint-lo prou alt per a assegurar la producció i alhora prou baix per a complir els objectius de l'empresa. Cal tenir en compte que un estoc o nivell d'existències excessiu representa un cost per a l'empresa, ja que
- ocupa un lloc no previst, i, en casos extrems, cal contractar magatzems externs a l'empresa amb un cost econòmic important, i
- representa un immobilitzat per a l'empresa.
- en productes que poden caducar, representa un risc important de pèrdua econòmica

Hi ha diferents mètodes per a gestionar les comandes de manera que s'assoleixi un resultat òptim:

### Comandes per mínims, o per punt de comanda
Aquest sistema és el més adient per a peces petites i econòmiques, de manera que un excés d'existències no sigui significatiu, especialment quan no se'n coneix el consum exacte. Es tracta d'establir un estoc o nivell mínim d'existències per a cada component i emetre una comanda quan les existències davallen d'aquest límit. Aquest nivell mínim d'existències, però, s'ha de calcular per tal que les peces no s'esgotin abans no n'arribi la reposició.
Per exemple, si l'empresa utilitza un màxim de 100 cargols diaris, i el proveïdor triga tres dies a servir més material, l'estoc mínim haurà de ser de 300 peces com a mínim, tot i que se solen aplicar uns amplis marges de seguretat (per a prevenir errors d'estoc, consums puntuals més alts, endarreriment d'entrega del proveïdor, etc.). Es pot establir un segon límit d'alarma, de manera que si el nivell d'existències en davalla cal prendre mesures especials, com per exemple realitzar un transport urgent per tal d'aconseguir el material immediatament.

### Comandes per consum previst
Per a materials que no són especialment costosos ni voluminosos se solen emetre programes d'entregues periòdics que s'actualitzen regularment, i on s'indiquen les quantitats i dates concretes en què es volen rebre els materials.

### Comandes per reposició de material
S'utilitza aquest sistema, també anomenat de tipus kan-ban, en peces voluminoses que requereixen molt d'espai al magatzem. Cada dia, o més sovint, es fa una comanda al venedor per tal de reposar el que s'ha gastat el dia anterior, o el que es preveu consumir aquell dia, i al magatzem només es té el material necessari per a uns pocs dies, o fins i tot unes poques hores, en funció de diversos factors com ara la fiabilitat del proveïdor, la distància a què es troba, etc.
En alguns casos, el proveïdor pot estar molt llunyà i utilitzar, per a dipositar material, un magatzem extern a prop de l'empresa, que és el que rebrà i servirà les comandes de reposició.
Aquest sistema és molt utilitzat pels fabricants d'automòbils, a causa de la grandària d'alguns components, i és per aquesta raó que la majoria d'ells tenen un seguit de proveïdors al seu voltant (el que se sol anomenar un "parc logístic"), o a poca distància, reduint així els temps i costos de transport.

### ComandesJust In Time
En determinats casos, i sobretot en la indústria de l'automòbil, per a materials molt voluminosos (com per exemple jocs de seients d'automòbils o carrosseries completes), és possible generar automàticament, cada poc temps, una comanda que el proveïdor rep informàticament i que el fa produir exactament els models i quantitats que l'empresa necessitarà al cap d'una hora o un altre període igualment reduït, mantenint l'estoc o el nivell d'existències a zero o pràcticament zero. Aquest mètode es coneix com a Just In Time (just a temps) o JIT.